# Amine
www.amine.dk var et dansk online-magasin for kvinder grundlagt at Pernille Post Lundsgaard, som startede selskabet i efteråret 2007.[kilde mangler] Magasinet gik første gang online 7. februar 2008 og var på et tidspunkt Danmarks største online-magasin.[kilde mangler]
Amine har fra starten haft et annoncesamarbejde med Jubii A/S, Danmarks første søgeportal.
Målgruppen var kvinder og indholdet strakte sig fra horoskoper, mode, arbejdsliv, sundhed til kærlighed og mænd. 
Redaktionen havde hovedkontor i København, men Amine havde skribenter og journalister tilknyttet over hele landet.[kilde mangler]
Amine.dk blev udgivet af Amine Aps, som Peter Post Lundsgaard var direktør for. Peter Post Lundsgaard var også ejer af dealsitet Dagensbedste.dk, der gik konkurs i oktober 2015. I forbindelse med konkursen omdøbte Lundsgaard Amine Aps til Dagens Bedste af 5.10 2015 ApS.